# MKS (Switzerland)
MKS (Switzerland) SA, société basée en Suisse, est un prestataire de services dans le domaine des métaux précieux, spécialisé dans tous les aspects du traitement et du commerce des métaux précieux. La société, dont le siège social est à Genève, emploie environ 600 salariés. Son chiffre d’affaires est estimé à 70 millions USD. MKS est membre de la London Bullion Market Association (LBMA). Sa filiale, PAMP, apparaît sur la liste d’or.

## Domaines d’activité
Les clients de cette entreprise de commerce incluent des organisations du secteur des services financiers tels que des banques et des gestionnaires de fonds, des transformateurs de marchandises tels que des mineurs d’or et des fabricants de bijoux. 

## Historique
La société a été créée en Suisse en 1979 par Mahmoud Shakarchi, courtier libanais en négoce de l'or. Son fils, Marwan, reprend la gestion de la société en 1983. Depuis, la société s’est développée et possède  du personnel dans 15 bureaux répartis dans 12 pays dans le monde. MKS a racheté PAMP SA en 1981 et a commencé à fournir des lingots d’or aux bijoutiers, aux grandes banques, aux banques d’investissements et aux banques centrales.

## PAMP
La filiale de MKS, PAMP SA (Produits Artistiques Métaux Précieux), basée à Castel San Pietro dans le canton du Tessin, en Suisse, est une raffinerie qui traite de l’or, de l’argent, du platine et du palladium. La raffinerie produit des lingots, des pièces et des médaillons dans les métaux précieux qu’elle raffine, ainsi que des produits semi-finis destinés aux bijoutiers et horlogers. Elle a été fondée en 1977.
À l'origine active dans la frappe de barres pesant moins de 100 grammes, et comme un spécialiste des alliages pour la bijouterie et l'horlogerie de luxe, elle a grandi pour offrir des services dans le domaine des métaux précieux.
PAMP produit une sélection large de lingots, de 12,5 kilogrammes à 1 gramme. En particulier, l'entreprise est leader sur le marché pour les barres d'or de 50 grammes ou moins et connue pour son design distinctif, Fortuna, qui a participé à la popularité des lingots de petit format.

### Accréditations
Les barres de PAMP sont acceptables comme ‘Good Delivery’ par la Banque nationale suisse le London Bullion Market Association (LBMA), le London Platinum & Palladium Market (LPPM), le Dubai Multi Commodity Center (DMCC) et sur les marchés du COMEX/NYMEX, le Chicago Metals Exchange (CME) et le Tokyo Commodity Exchange (TOCOM).
La compagnie est l'une des trois entreprises dans le monde désignées comme 'Approved Good Delivery Referees' par le LBMA comme le LPPM.
Depuis 2013, PAMP est membre de la "Public-Private Alliance for Responsible Minerals Trade" (PPA). Cette initiative vise à garantir qu'aucun matériel extrait de zones de conflits ou résultant de l'exploitation d'êtres humains ne sera utilisé. Les membres de l'alliance incluent des entreprises internationales telles qu'Apple, Microsoft, Panasonic, Boeing ou Sony ainsi que des agences gouvernementales et des représentants de la société civile. PAMP est supervisée par la FINMA pour répondre à la législation suisse sur le blanchiment d'argent.

### Services

#### Analyse
PAMP emploie des analystes certifiés en matière de métaux précieux, travaillant en accord avec la Loi de Contrôle des Métaux Précieux (LCMP). Ils déterminent la finesse et vérifient la conformité des matériaux sélectionnés en provenance de la fonderie.

#### Raffinage
PAMP S.A traite l'or, l'argent et le platine. La capacité actuelle pour l'or dépasse les 450 tonnes par année, alors que les capacités de raffinage des éléments de groupe du platine dépassent les 30 tonnes. Les méthodes utilisées incluent l'électrolyse, l'eau régale et la chimie par voie humide. L'or peut être raffiné jusqu'à une pureté de '999.9', et aussi haut que '999.99' pour répondre à des besoins industriels spécifiques, comme l'électronique et la manufacture de joaillerie fine. Après raffinage, l'or, le platine ou le palladium peuvent être livrés sous forme d'alliages spécifiés par le client, ou comme sels ou poudre.

#### Forge de lingots
Pamp manufacture une sélection de lingots d'or entre 400 onces troy et 50 grammes. Les lingots d'argent eux vont de 1000 onces à 100 grammes. Les tailles et la pureté sont adaptées aux besoins des marchés régionaux, des producteurs et utilisateurs finaux.
Les lingots de platine de PAMP manufacturés vont de 1 à 6 kg, avec également des barres de 1 gramme.

#### Distribution
Le groupe MKS est distributeur officiel de divers lingots: South African Krugerrand, US Eagle, Canadian Maple Leaf, Chinese Panda, Australian Nugget, Austrian Philharmoniker, et Royal Mint Sovereign.

#### Monnaie
PAMP a été le premier raffineur au monde à introduire des motifs décoratifs sur le dos de ses lingots. Aujourd'hui, la compagnie occupe plus de la moitié du marché mondial des lingots de moins 50 grammes. Le motif Lady Fortuna (déesse romaine de la fortune) a été le premier motif à décorer des lingots de métaux précieux. PAMP dessine et produit également des pièces commémoratives et des médailles pour marquer des événements significatifs ou historiques. La société produit, sous licence, des collections propriétaires pour des marques telles que "Hello Kitty" de Sanrio, Les "Peanuts" et des organisations internationales comme l'UNESCO. La compagnie fournit également en pièces et médailles diverses monnaies nationales et de nombreuses institutions bancaires. PAMP manufacture également des barres d'or incorporant des motifs liés à la mode, à la pop culture, ou à la nature.

#### Produits semi-fabriqués
La raffinerie produit un large éventail d'alliages d'or pour l'horlogerie et la bijouterie. Câbles, plateaux, tiges, bandes et fibres servent également de nombreuses industries.

#### Autres services
PAMP complète son offre physique de métaux précieux par des services financiers spécialisés d'autres compagnies du groupe MKS. L'entreprise fournit en métaux précieux la Monnaie royale canadienne.

## MKS dans les médias
MKS est souvent cité en tant qu'expert en commerce de l'or dans les médias. Les médias financiers tels que Bloomberg LP, Businessweek, Financial Times, Reuters et San Francisco Chronicle l'ont cité.

## Sources
1. ↑  London Bullion Market Association, Liste d'or
2. ↑  PAMP Shop, Gold Avenue « Copie archivée » (version du 13 mai 2013 sur Internet Archive)
3. ↑  Royal Canadian Mint, Wonders of Nature Series
4. ↑  Bloomberg, "Gold May Advance on Inflation Concern, Sovereign-Debt Crisis in Europe", 14 juin 2011
5. ↑  Businessweek, "Gold May Gain in New York on Inflation Concern, Debt Woes", 14 juin 2011
6. ↑  Financial Times, "Rally pushes gold past $1,40", 21 février 2011
7. ↑  Reuters, "Commodities-Oil up after rollercoaster ride; CRB rebounds", 12 mai 2011
8. ↑  The San Francisco Chronicle, "Gold May Decline in New York as Stronger Dollar Cuts Demand", 20 juin 2011